# Vena hemiazygos
De vena hemiazygos of halfongepaarde ader is de ader die het bloed afvoert vanuit de onderste linkse tussenrib-aders (intercostaalvenen), de linker buikwand en het onderste deel van de linkerborstwand. De vena hemiazygos is de linker tegenhanger van de vena azygos.
Bij veel diersoorten is de vena hemiazygos een volledig symmetrische tegenhanger van de vena azygos, maar onder andere bij mensen, honden en katten mondt deze ader in tegenstelling tot de vena azygos niet direct uit in de bovenste holle ader (vena cava superior), maar overbrugt deze de wervelkolom en mondt uit in de vena azygos.